# Liste der Wappen in der Provinz Modena
Die Liste der Wappen in der Provinz Modena beinhaltet alle in der Wikipedia gelisteten Wappen der Provinz Modena in der Region Emilia-Romagna in Italien. In dieser Liste werden die Wappen mit dem Gemeindelink angezeigt.

## Wappen der Provinz Modena

Provinz Modena
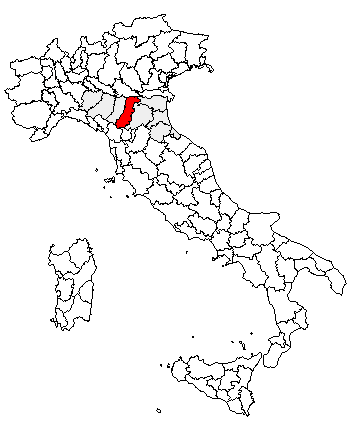
Lage der Provinz in Italien
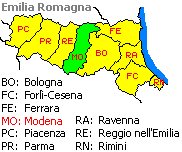
Lage der Provinz in der Region

## Wappen der Gemeinden der Provinz Modena

Bastiglia
Bomporto
Campogalliano
Camposanto
Carpi
Castelfranco Emilia
Castelnuovo Rangone
Castelvetro di Modena
Cavezzo
Concordia sulla Secchia
Fanano
Finale Emilia
Fiorano Modenese
Fiumalbo
Formigine
Frassinoro
Guiglia
Lama Mocogno
Maranello
Marano sul Panaro
Medolla
Mirandola
Modena
Montecreto
Montefiorino
Montese
Nonantola
Novi di Modena
Palagano
Pavullo nel Frignano
Pievepelago
Polinago
Prignano sulla Secchia
Ravarino
Riolunato
San Cesario sul Panaro
San Felice sul Panaro
San Possidonio
San Prospero
Sassuolo
Savignano sul Panaro
Serramazzoni
Sestola
Soliera
Spilamberto
Vignola
Zocca